# Stolpični vektor
Stolpični vektor ali stolpična matrika je matrika z razsežnostjo {\displaystyle m\times 1\,}. To je matrika, ki je sestavljena iz enega stolpca z {\displaystyle m\,} elementi. Takšno matriko se lahko zapiše kot:
{\displaystyle \mathbf {x} ={\begin{bmatrix}x_{1}\\x_{2}\\\vdots \\x_{m}\end{bmatrix}}\!\,.}
Transponirana vrednost stolpičnega vektorja je vrstični vektor in obratno. 

## Značilnosti
- Množenje dveh matrik vključuje množenje vsakega vrstičnega vektorja prve matrike z vsakim stolpičnim vektorjem druge matrike.

- Skalarni produkt dveh vektorjev {\displaystyle a\,} in {\displaystyle b\,} je enak produktu vrstične oblike vektorja {\displaystyle a\,} s stolpično obliko vektorja {\displaystyle b\,}.